# Antoine Ambrosio-Donnet
Antoine Ambrosio-Donnet, né le 11 juin 1887 à Vallauris et mort pour la France le 14 décembre 1915 à Souain-Perthes-lès-Hurlus, est un sculpteur français, récompensé par le second prix de Rome en 1913 et 1914.

## Biographie
Antoine Marius Blaise Ambrosio naît le 11 juin 1887 à Vallauris ; il est le fils de Blaise Ambrosio, natif de Frabosa Sottana (Italie) et modeleur dans les établissements Massier ; il est connu dans le monde artistique, sous le nom d’Ambrosio-Donnet puisqu’il rajouta à son patronyme, le nom de sa mère, Marie-Antoinette Donnet.
Élève d’Antonin Mercié, il obtient en 1913, le premier second grand prix de Rome (attribué cette année-là à Armand Martial) ; le bas-relief en plâtre de cette œuvre (Chanteurs bucoliques) est au musée des beaux-arts de Nice.

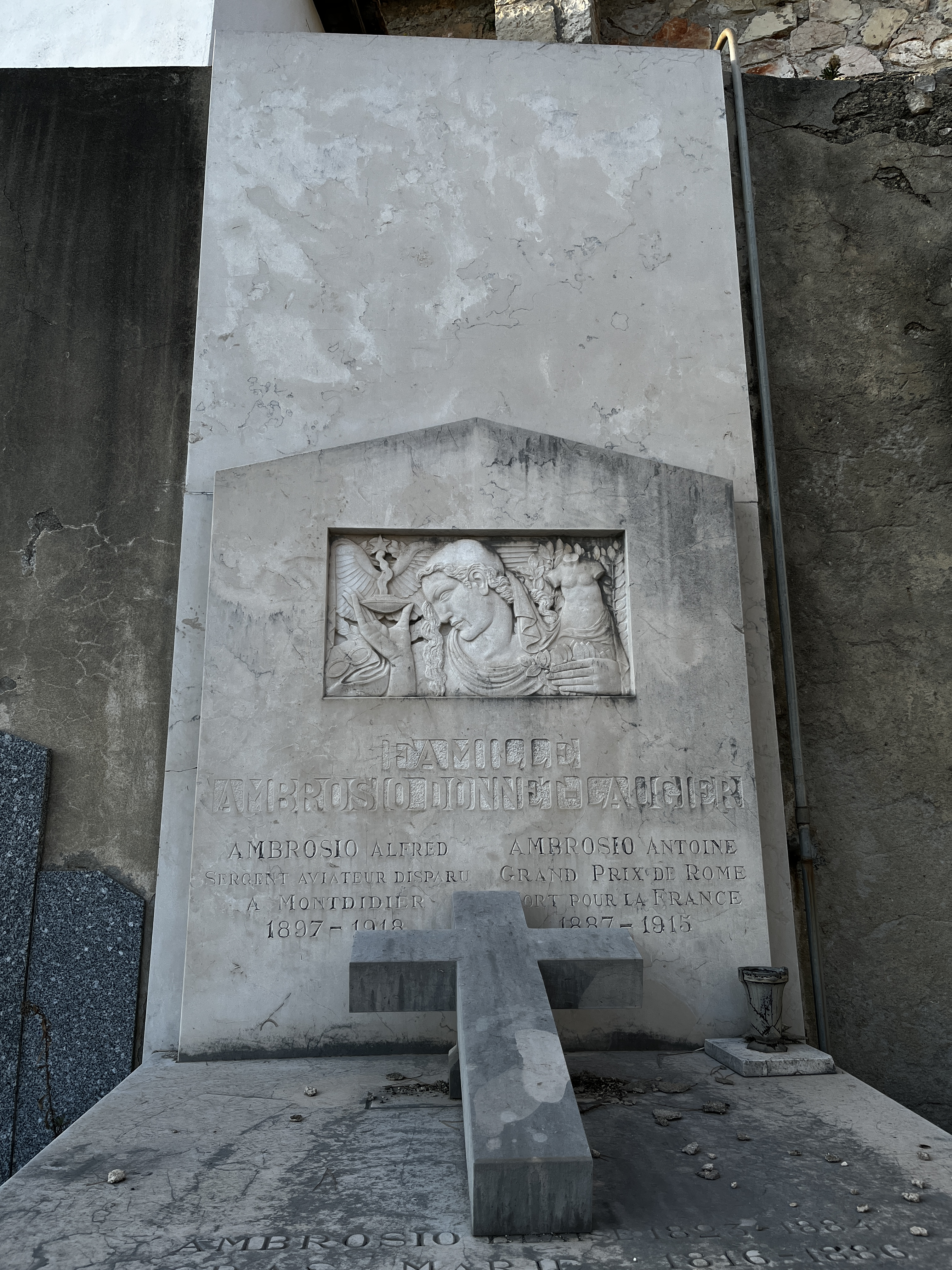
Tombe d'Antoine Ambrosio-Donnet au vieux cimetière de Vallauris.

Il récidive l’année suivante, en 1914, où il est également classé second derrière P. Leriche avec « Léandre rejeté par les flots expire sur le rivage de Cestos » ; ce bas-relief est également au musée de Nice.
Mobilisé au début de la Première Guerre mondiale, il est intégré au 58e régiment d’infanterie avec le grade de sergent ; il est mort sur le front, à Souain-Perthes-lès-Hurlus, le 14 décembre 1915 et déclaré « Mort pour la France ». Il est enterré au vieux cimetière de Vallauris.

## Hommage
Le conseil municipal de Vallauris, dans sa séance du 21 juillet 1922, décide de remplacer le nom de la rue Roche dans laquelle se trouve la maison où Antoine Ambrosio-Donnet est né par son nom « rue Ambrosio Antoine » Grand prix de Rome.

## Pour approfondir